# Bottenwiek

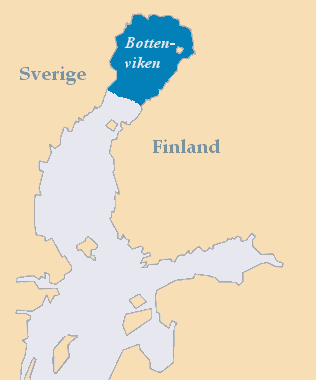
Karte der Bottenwiek

Die Bottenwiek (schwedisch Bottenviken, finnisch Perämeri) ist ein Teil der Ostsee zwischen Schweden und Finnland. Sie bildet den nördlichen Teil des Bottnischen Meerbusens und wird im Süden durch die Meerenge Kvarken von der Bottnischen See getrennt.
Die Bottenwiek liegt zwischen 63,5 und 66 Grad nördlicher Breite und ist somit der nördlichste Teil der Ostsee. Sie nimmt 10 % der Gesamtfläche und 7 % des Volumens der Ostsee ein. Durchschnittlich ist die Bottenwiek 40 Meter tief. Tiefster Punkt mit 147 Metern ist das Luleåtief rund 70 Kilometer südöstlich des Zentrums der schwedischen Stadt Luleå. Die größte Stadt am Bottenwiek ist die finnische Großstadt Oulu.
Die Salinität der Bucht ist mit 0,2–0,4 % sehr gering. Mehrere große Zuflüsse wie der Kemijoki (Kemi älv), Torne älv, Kalixälven und Lule älv speisen die Bottenwiek mit Süßwasser, insgesamt 100 km³ jährlich, wovon 16,7 km³ auf den wasserreichsten Zufluss Kemijoki entfallen. Zugleich bildet der durchschnittlich nur 25 Meter tiefe Kvarken eine Schwelle, die einen Ausgleich des Salzgehaltes verhindert. Durch ihre nördliche Lage vereist die Bottenwiek im Winter vollständig. In den nördlichen Bereichen herrscht die Eisdecke über 120 Tage vor und kann eine Mächtigkeit von bis zu einem Meter erreichen. Wegen der geringen Salinität und der niedrigen Temperaturen fehlen hier viele Pflanzen- und Tierarten, die in den südlicheren Ostseegewässern vorkommen. Andererseits leben in der brackigen Bottenwiek teils auch Süßwasserfische.